# Limite di Hayflick

Animazione della struttura di una sezione di DNA. Le basi sono presenti orizzontalmente tra i due fili a spirale. Azoto : blu, ossigeno : rosso, carbonio : verde, idrogeno : bianco, fosforo : arancione

Il limite di Hayflick, o fenomeno Hayflick è il numero di volte in cui una normale popolazione cellulare umana si divide prima che la divisione cellulare si arresti.
Il concetto del limite di Hayflick è stato ipotizzato dall'anatomista americano Leonard Hayflick nel 1961, presso il Wistar Institute di Philadelphia, Pennsylvania negli Stati Uniti. Hayflick ha dimostrato che una normale popolazione di cellule fetali umane si divide tra 40 e 60 volte in coltura cellulare prima di entrare in una fase di senescenza . Questa scoperta ha confutato l'affermazione del premio Nobel francese Alexis Carrel secondo cui le cellule normali sono immortali.
Ogni volta che una cellula esegue la mitosi, i telomeri alle estremità di ciascun cromosoma si accorciano leggermente. La divisione cellulare cesserà quando i telomeri si accorciano a una lunghezza critica. Hayflick ha interpretato la sua scoperta come effetto dell'invecchiamento a livello cellulare. L'invecchiamento delle popolazioni cellulari sembra essere correlato all'invecchiamento fisico complessivo di un organismo.
Il premio Nobel australiano Sir Macfarlane Burnet ha coniato l'espressione "limite di Hayflick" nel suo libro Intrinsic Mutagenesis: A Genetic Approach to Aging, pubblicato nel 1974.

## Storia

### Il concetto di immortalità cellulare
Prima della scoperta di Leonard Hayflick, si credeva che le cellule dei vertebrati avessero un potenziale illimitato di replicarsi. Alexis Carrel, chirurgo premio Nobel, aveva dichiarato "che tutte le cellule espiantate in colture di tessuti sono immortali e che la mancanza di replicazione cellulare continua era dovuta all'ignoranza su come coltivare al meglio le cellule". Ha affermato di aver coltivato fibroblasti dal cuore dei polli (che in genere vivono da 5 a 10 anni) e di aver mantenuto la cultura in crescita per 34 anni.
Altri scienziati non sono stati in grado di replicare i risultati di Carrel, e si sospetta che siano dovuti a un errore nella procedura sperimentale. Per fornire i nutrienti necessari, le cellule staminali embrionali dei polli possono essere state aggiunte nuovamente alla coltura ogni giorno. Tutto questo avrebbe facilmente permesso la coltivazione di nuove cellule fresche nella coltura, quindi non c'era una riproduzione infinita delle cellule originali. È stato ipotizzato che Carrel fosse a conoscenza di questo errore, ma non lo ha mai ammesso.
Inoltre, è stato teorizzato che le cellule utilizzate da Carrel fossero abbastanza giovani da contenere cellule staminali pluripotenti, che, se fornite con un nutriente di supporto per l'attivazione della telomerasi, sarebbero state in grado di scongiurare la senescenza replicativa, o addirittura di invertirla. Le colture non contenenti cellule staminali pluripotenti attive alla telomerasi sarebbero state popolate con cellule inattive alla telomerasi, che sarebbero state soggette al limite di 50 ± 10 eventi di mitosi fino a quando non si fosse verificata la senescenza cellulare come descritto nei risultati di Hayflick.

### Esperimento e scoperta
Hayflick si è insospettito alle affermazioni di Carrel mentre lavorava in un laboratorio presso il Wistar Institute. Hayflick ha notato che una delle sue colture di fibroblasti umani embrionali aveva sviluppato un aspetto insolito e che la divisione cellulare era rallentata. Inizialmente, ha spazzato via questo come un'anomalia causata da contaminazione o errore tecnico. Tuttavia, in seguito ha osservato altre colture cellulari che mostravano manifestazioni simili. Hayflick controllò il suo quaderno di ricerca e fu sorpreso di scoprire che le colture cellulari atipiche erano state tutte coltivate fino al 40 ° raddoppio circa, mentre le colture più giovani non mostravano mai gli stessi problemi. Inoltre, le condizioni erano simili tra le culture più giovani e quelle più anziane che osservava: stesso mezzo di coltura, contenitori di coltura e tecnico. Ciò lo ha portato a dubitare che le manifestazioni fossero dovute a contaminazioni o errori tecnici.
Hayflick si è poi proposto di dimostrare che la cessazione della normale capacità replicativa cellulare che aveva osservato non era il risultato di contaminazione virale, cattive condizioni di coltura o qualche artefatto sconosciuto. Hayflick ha collaborato con Paul Moorhead per l'esperimento definitivo per eliminare questi fattori causali. In qualità di esperto citogenetico, Moorhead è stato in grado di distinguere tra cellule maschili e femminili in coltura. L'esperimento è proceduto come segue: Hayflick ha mescolato un numero uguale di fibroblasti maschi umani normali che si erano divisi molte volte (cellule alla 40ª popolazione che raddoppiavano) con fibroblasti femminili che si erano divisi meno volte (cellule alla 15ª popolazione che raddoppiavano). Le popolazioni cellulari non miscelate sono state mantenute come controlli. Dopo 20 raddoppiamenti della coltura mista, sono rimaste solo le cellule femminili. La divisione cellulare è cessata nelle colture di controllo non miscelate nei tempi previsti; Quando la coltura di controllo maschile ha smesso di dividersi, solo le cellule femminili sono rimaste nella coltura mista. Ciò ha suggerito che errori tecnici o virus contaminanti fossero spiegazioni improbabili del motivo per cui la divisione cellulare è cessata nelle cellule più vecchie e ha dimostrato che, a meno che il virus o l'artefatto non fosse in grado di distinguere tra cellule maschili e femminili (cosa che non poteva), allora la cessazione della normale replicazione cellulare era governato da un meccanismo di conteggio interno.
Questi risultati hanno smentito le affermazioni di immortalità di Carrel e hanno stabilito il limite di Hayflick come una teoria biologica credibile. A differenza dell'esperimento di Carrel, quello di Hayflick è stato ripetuto con successo da altri scienziati.

## Fasi cellulari
Hayflick divide in tre fasi la vita di normali cellule in coltura. All'inizio del suo esperimento ha chiamato la cultura primaria "fase uno". La fase due è definita come il periodo in cui le cellule proliferano; Hayflick ha chiamato questo il tempo della "crescita rigogliosa". Dopo mesi di raddoppio, le cellule alla fine raggiungono la fase tre, un fenomeno che ha chiamato " senescenza ", in cui il tasso di replicazione cellulare rallenta prima di arrestarsi del tutto.

## Lunghezza dei telomeri

La tipica cellula fetale umana normale si divide tra 50 e 70 volte prima di sperimentare la senescenza. Man mano che la cellula si divide, i telomeri alle estremità dei cromosomi si accorciano. Il limite di Hayflick è il limite alla replicazione cellulare imposto dall'accorciamento dei telomeri con ciascuna divisione. Questo stadio finale è noto come senescenza cellulare.

È stato trovato che il limite di Hayflick è correlato alla lunghezza della regione telomerica all'estremità dei cromosomi. Durante il processo di replicazione del DNA di un cromosoma, piccoli segmenti di DNA all'interno di ciascun telomero non possono essere copiati e vengono persi. Ciò si verifica a causa della natura non uniforme della replicazione del DNA, in cui i filamenti iniziali e in ritardo non vengono replicati simmetricamente. La regione telomerica del DNA non codifica per alcuna proteina; è semplicemente un codice ripetuto sulla regione terminale dei cromosomi eucariotici lineari. Dopo molte divisioni, i telomeri raggiungono una lunghezza critica e la cellula diventa senescente. È a questo punto che una cella ha raggiunto il limite di Hayflick.
Hayflick fu il primo a dimostrare l'immortalità delle cellule tumorali. Questo non poté essere dimostrato finché lui non scopri che le cellule normalmente sono mortali. Le cellule tumorali infatti non arrivano allo stadio di senescenza cellulare a causa dell'espressione di un enzima chiamato telomerasi. Questo enzima estende i telomeri, prevenendo l'accorciamento degli stessi nelle cellule tumorali e dandogli quindi un potenziale replicativo pressoché infinito. Un trattamento proposto contro il cancro è l'uso di inibitori enzimatici che possano prevenire l'allungamento dei telomeri, ponendo un limite alla replicazione della cellula tumorale.

## Invecchiamento organico
Hayflick ha suggerito che i suoi risultati in cui le cellule normali hanno una capacità replicativa limitata possono avere un significato per la comprensione dell'invecchiamento umano a livello cellulare.
È stato segnalato che la limitata capacità replicativa dei fibroblasti umani osservata in colture cellulari è di gran lunga maggiore del numero di eventi di replicazione sperimentati da cellule non staminali in vivo durante una normale durata di vita postnatale. Inoltre, è stato suggerito che non esiste alcuna correlazione inversa tra la capacità replicativa dei normali ceppi di cellule umane e l'età del donatore umano da cui derivano le cellule, come precedentemente affermato. È ora chiaro che almeno alcuni di questi risultati variabili sono attribuibili al mosaicismo dei numeri di replicazione cellulare in diversi siti del corpo in cui sono state prelevate le cellule.
Il confronto tra le diverse specie indicano che la capacità replicativa cellulare può essere correlata principalmente alla massa corporea della specie, ma più probabilmente alla durata della vita delle specie. Pertanto la capacità limitata delle cellule di replicarsi in coltura può essere direttamente rilevante per l'invecchiamento dell'organismo.

## Cultura popolare
- Il limite di Hayflick è un libro di Leonardo Tomasetta del 2005 ISBN 8873711758
- Il limite di Hayflick è presente nella serie animata Evangelion[15]
- Il limite di Hayflick è menzionato nel manga di The Promised Neverland